# Mathieu Mottier
Mathieu Mottier, född 1986, är en fransk travtränare, travkusk, montéryttare. Han tog karriärens hittills största seger i 2023 års upplaga av Prix de Cornulier tillsammans med Flamme du Goutier.

## Karriär
Mottier har hittills i sin karriär kört ca 11500 lopp och tagit 1341 segrar.

## Statistik

### Större segrar
| År   | Lopp                               | Häst               | Tränare             | Grupp   |
| ---- | ---------------------------------- | ------------------ | ------------------- | ------- |
| 2013 | Critérium Continental              | Victoire           | Danielle Mottier    | Grupp 1 |
| 2016 | Critérium des 3 ans                | Diego du Guélier   | Dominique Mottier   | Grupp 1 |
| 2017 | Prix de l'Étoile                   | Écu Pierji         | Sébastien Guarato   | Grupp 1 |
| 2017 | Critérium des Jeunes               | Écu Pierji         | Sébastien Guarato   | Grupp 1 |
| 2018 | Prix Albert-Viel                   | Fighter Smart      | Cyrille Buhigne     | Grupp 1 |
| 2019 | Prix des Centaures                 | Évangelina Blue    | Jean-Philippe Mary  | Grupp 1 |
| 2020 | Prix des Centaures                 | Évangelina Blue    | Jean-Philippe Mary  | Grupp 1 |
| 2020 | Prix du Président de la République | Gladys des Plaines | Gilles Curens       | Grupp 1 |
| 2021 | Prix de Normandie                  | Gladys des Plaines | Gilles Curens       | Grupp 1 |
| 2023 | Prix de Cornulier                  | Flamme du Goutier  | Thierry Duvaldestin | Grupp 1 |
| 2023 | Prix des Élites                    | Je M'Envole        | Mathieu Mottier     | Grupp 1 |